# Samba Dia
Samba Dia ist ein Dorf im zentralen Westen Senegals. Es ist Teil der Gemeinde (commune) Fimela im Département Fatick der Region Fatick.

## Geographische Lage
Samba Dia liegt sieben Kilometer westlich des Hauptortes der Gemeinde Fimela in der Küstenebene zwischen der Atlantikküste Petite-Côte im Westen und der amphibischen Mangrovenzone des Saloum-Deltas im Süden und Osten. Östlich des Dorfes liegt die Forêt classée de Samba Dia, ein geschützter Küstenwald, der wegen seiner Palmenbestände seit 1976 das älteste wenn auch kleinste UNESCO-Biosphärenreservat Senegals bildet.

## Geschichte
Das Dorf Samba Dia war seit 1972 Teil der Landgemeinde (communauté rurale) Fimela und die erhielt 2014, wie in Senegal alle communautés rurales, den landesweit einheitlichen Status einer Gemeinde (commune).

## Bevölkerung
Nach dem Zensus 1988 hatte das Doppeldorf Samba Dia (I und II) zusammen 2325 Einwohner und lag damit nach Einwohnerzahl in der Landgemeinde an erster Stelle vor dem Hauptort Fimela (1751 Einwohner). Im Jahr 2013 wurde in Samba Dia von 3405 Einwohnern ausgegangen (Fimela 2906 Einwohner).

## Verkehr
Samba Dia liegt zwar abseits des Netzes der Nationalstraßen, jedoch ist der Ort ein Verkehrsknoten für den Straßenverkehr in der touristisch bedeutsamen Zone von Petite-Côte und Saloum-Delta. In drei Richtungen gibt es asphaltierte Straßenverbindungen: zum Hauptort der Gemeinde Fimela im Osten (7 km) und südlich davon zu dem touristischen Zielort Ndangane am Ufer des Marigot de Guilor, nach Joal-Fadiouth im Westen (16 km) und nach Palmarin Facao im Süden bis zum Dorf Djiffer (26 km). Die beiden letztgenannten Zielorte können nur über Damm-Brücken-Konstruktionen durch einige im Küstenhinterland liegende und der Gezeitenströmung und dem Tidenhub ausgesetzte amphibische Gebiete erreicht werden. Für diese zusammen 42 km langen Straßen startete Staatspräsident Macky Sall im Jahr 2015 mit einem Spatenstich den Baubeginn anlässlich einer Reise in seine Heimatregion. Von Fimela aus führt eine 34 Kilometer lange asphaltierte Piste über Diofior nach Norden und bietet der ganzen Gegend bei Thiadiaye, auf halbem Weg zwischen Mbour und Fatick, einen Anschluss an die N 1 und damit zum Rest des Landes.